# Варваринка (Тюльганський район)
Варва́ринка (рос. Варваринка) — село у складі Тюльганського району Оренбурзької області, Росія.

## Населення
Населення — 60 осіб (2010; 84 у 2002).
Національний склад (станом на 2002 рік):
- башкири — 48 %
- росіяни — 45 %